# La bella e la bestia (serie televisiva)
La bella e la bestia (Beauty and the Beast) è una serie televisiva statunitense prodotta negli anni ottanta.
La storia rielabora la fiaba in chiave moderna, ambientandola a New York, dove due personaggi lontani per realtà e cultura incrociano le proprie vite.

## Trama
Catherine, la "bella", giovane avvocato, benestante, che lavora nello studio in cui il padre è socio, e Vincent, la "bestia", che vive nei tunnel sotterranei e sconosciuti della metropoli, un misto fra uomo e leone, fisicamente e interiormente.
Attraverso varie vicende, fra romanticismo, analisi interiore e lotta alla criminalità, questo amore diventa realtà concreta.

## Episodi
| Stagione         | Episodi | Prima TV UK | Prima TV ITA |
| ---------------- | ------- | ----------- | ------------ |
| Prima stagione   | 22      | 1987-1988   | 1988-1989    |
| Seconda stagione | 22      | 1988-1989   |              |
| Terza stagione   | 12      | 1989-1990   |              |

## Produzione e scrittura
George R. R. Martin, scrittore noto soprattutto per le Cronache del ghiaccio e del fuoco, ha collaborato come consulente delle sceneggiature dopo alcuni episodi, e già durante la prima stagione è stato promosso a co-produttore. Nella seconda serie diventa produttore, e ottiene il ruolo di produttore esecutivo durante la terza stagione. Anche se spesso non è espressamente accreditato come sceneggiatore, scrisse personalmente tredici sceneggiature  e ne supervisionò molte altre.
All'inizio delle riprese dell'ultima serie Linda Hamilton annunciò che avrebbe lasciato la serie a causa di una gravidanza. Gli autori, spiazzati dalla situazione (sembrava non propensa a tornare neanche a bambino avuto), si inventarono un rapimento di Catherine Chandler da parte di un cattivo che la avrebbe uccisa dopo la nascita del figlio che lei attendeva da Vincent. Gli autori volevano incentrare la serie sulla vendetta del protagonista maschile, con la ricerca del figlio nelle mani del cattivo, affiancandogli un nuovo amore ma l'idea non suscitò molti consensi.

## Fandom
Un'attiva fan-community (auto-chiamatasi "Helpers", Aiutanti, e/o "the tunnel community", la community del tunnel) è nata durante la messa in onda dello show, aiutando a organizzare una petizione per assicurarsi che ci fosse una terza stagione. Hanno pubblicato fanzine, fan fiction e una collezione di filk musica ispirata allo show, e tenuto varie fan convention in giro per il mondo. Tuttora molte delle loro attività avvengono in diversi Yahoo Groups e siti web.

## Riferimenti in altre opere della cultura di massa
La scena del bacio tra Linda Hamilton e Ron Perlman è stata ripresa nell'episodio della ventunesima stagione de I Simpson Rubare la prima base, nel momento in cui Bart Simpson bacia una sua coetanea, Nikki. Il bacio è accompagnato da diverse scene di baci di film famosi.